# Danny Roberts
Danny Roberts, właśc. Jason Daniel Roberts (ur. 19 lipca 1977 w Rockmart) – amerykańska osobowość medialna, rzadziej model oraz aktor.

## Życiorys
Urodził się i wychował w miejscowości Rockmart w stanie Georgia. Jego rodzicami są Freida i Steve Robertsowie, ma też dwóch młodszych braci – Josha i Drew. W 1999 roku został absolwentem University of Georgia.
W roku 2000 uczestniczył w dziewiątej edycji reality show stacji MTV The Real World, zatytułowanej The Real World: New Orleans. W rozgrywce ostatecznie uplasował się na pozycji czwartej. Tuż przed swoim telewizyjnym debiutem związał się z Paulem Dillem, kapitanem United States Army, stacjonującym wraz ze swoim oddziałem w Vicenzy we Włoszech. Roberts fakt posiadania kochanka-wojskowego otwarcie zadeklarował na antenie MTV, by wszcząć dyskusję dotyczącą homofobicznego terminu „Don’t ask, don’t tell”. W listopadzie 2006 w wywiadzie dla magazynu The Advocate oznajmił, iż jego związek z Dillem został zakończony.
Obecnie mieszka w Atlancie, gdzie pracuje w branży wydawniczej.

## Występy telewizyjne
- Reality TV Secrets Revealed (2004)
- MTV News: Out in the Real World (2003)
- Boys Briefs 2 (2002)
- Real World/Road Rules Challenge: Battle of the Seasons (2002)
- Jezioro marzeń (Dawson's Creek), odc. Coming Home (2000) – Jean-Jean, francuski uczeń z wymiany studenckiej
- The Real World: New Orleans (2000)